# Gniazdeczka

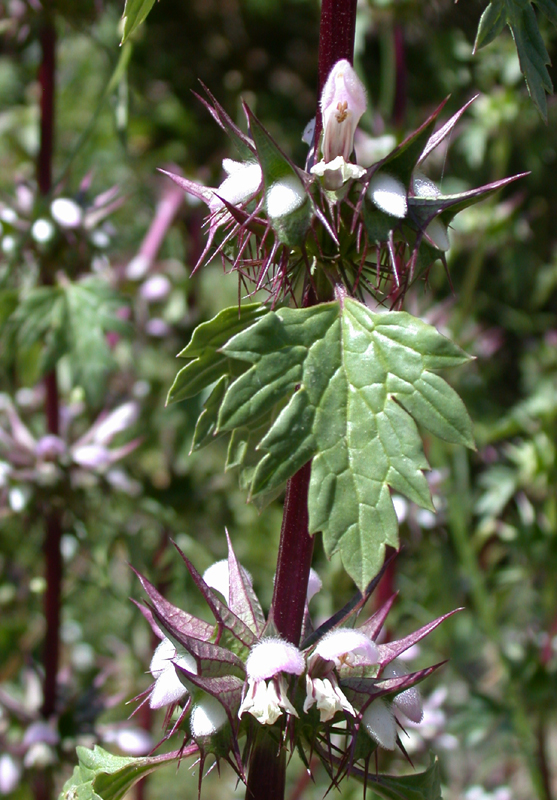
Moluccella spinosa

Gniazdeczka, dzwonki (Moluccella L.) – rodzaj roślin z rodziny jasnotowatych (Lamiaceae). Obejmuje 8 gatunków (w tym włączony tu przedstawiciel dawniej wyróżnianego rodzaju Sulaimania). Występują one w południowej części basenu Morza Śródziemnego i w południowo-zachodniej Azji, sięgając na wschodzie po północno-zachodnie Indie (nazwa naukowa nawiązująca do Moluków jest myląca – rośliny te nie rosną na Wyspach Korzennych). Rośliny te występują na suchych polach oraz zbiorowiskach trawiastych. Cechują się drobnymi koronami kwiatów i okazałymi, dzwonkowatymi kielichami. Kielichy te, trwałe po zasuszeniu, są walorem uprawianych jako roślina ozdobna dzwonków irlandzkich M. laevis. Gatunek ten jest wrażliwy na mróz, uprawiany jako roślina jednoroczna, rozmnażana z nasion.

## Morfologia
PokrójRośliny zielne, zwykle jednoroczne, rzadziej krótkowieczne byliny. Ich pędy są nagie, wzniesione, rozgałęzione i osiągają do 1 m wysokości.
LiścieNaprzemianległe, ząbkowane lub karbowane, pozbawione zapachu, długoogonkowe.
KwiatyZebrane w okółkach po 6–8 w szczytowej części pędu. Kielich zrosłodziałkowy, papierzasty i sztywny, czasem z kolczastymi ząbkami. Korona drobna, pięciopłatkowa, biała, purpuroworóżowa lub biała z czerwonawymi żyłkami. Płatki tworzą rurkę zakończoną dwoma wargami, górną kapturkowatą i wewnątrz owłosioną oraz dolną z trzema łatkami, z których środkowa bywa dodatkowo rozcięta. Cztery pręciki, schowane pod górną wargą. Zalążnia złożona z dwóch owocolistków, dwukomorowa, w każdej komorze z dwoma zalążkami. Szyjka słupka pojedyncza, cienka.
OwoceCzterodzielne rozłupnie, rozpadające się na cztery pojedyncze, trójkanciaste rozłupki.

## Systematyka
Pozycja taksonomiczna
Rodzaj z plemienia Marrubieae z podrodziny Lamioideae z rodziny jasnotowatych (Lamiaceae).
Wykaz gatunków
- Moluccella aucheri (Boiss.) Scheen
- Moluccella bucharica (B.Fedtsch.) Ryding
- Moluccella fedtschenkoana (Kudr.) Ryding
- Moluccella laevis L. – gniazdeczka dzwonkowate, dzwonki irlandzkie
- Moluccella olgae (Regel) Ryding
- Moluccella otostegioides Prain
- Moluccella sogdiana (Kudr.) Ryding
- Moluccella spinosa L.